# Praia da Ponta do Garcês
Praia da Ponta do Garcês é uma praia localizada na cidade de Jaguaripe, Bahia. Possui oito quilômetros de extensão cercados por campos e pela Mata Atlântica. Deságua no local o Rio Jaguaripe.